# Remparts de Nuremberg
Les remparts de la vieille ville de Nuremberg constituent le mécanisme de défense entourant la ville de Nuremberg, en Allemagne. La construction a débuté au XIIe siècle et s'est achevée officiellement au XVIe siècle. Les remparts enserrent 5 kilomètres (environ 4 kilomètres sont encore debout) autour de la vieille ville. Le Château de Nuremberg et ses remparts constituent l'un des systèmes de défense médiévaux les plus importants d'Europe.

## Sources et liens externes
- commons: Stadtmauer Nürnberg Codage et images des tours murales et des portes.
- baukunst-nuernberg Carte et photographies (en allemand)

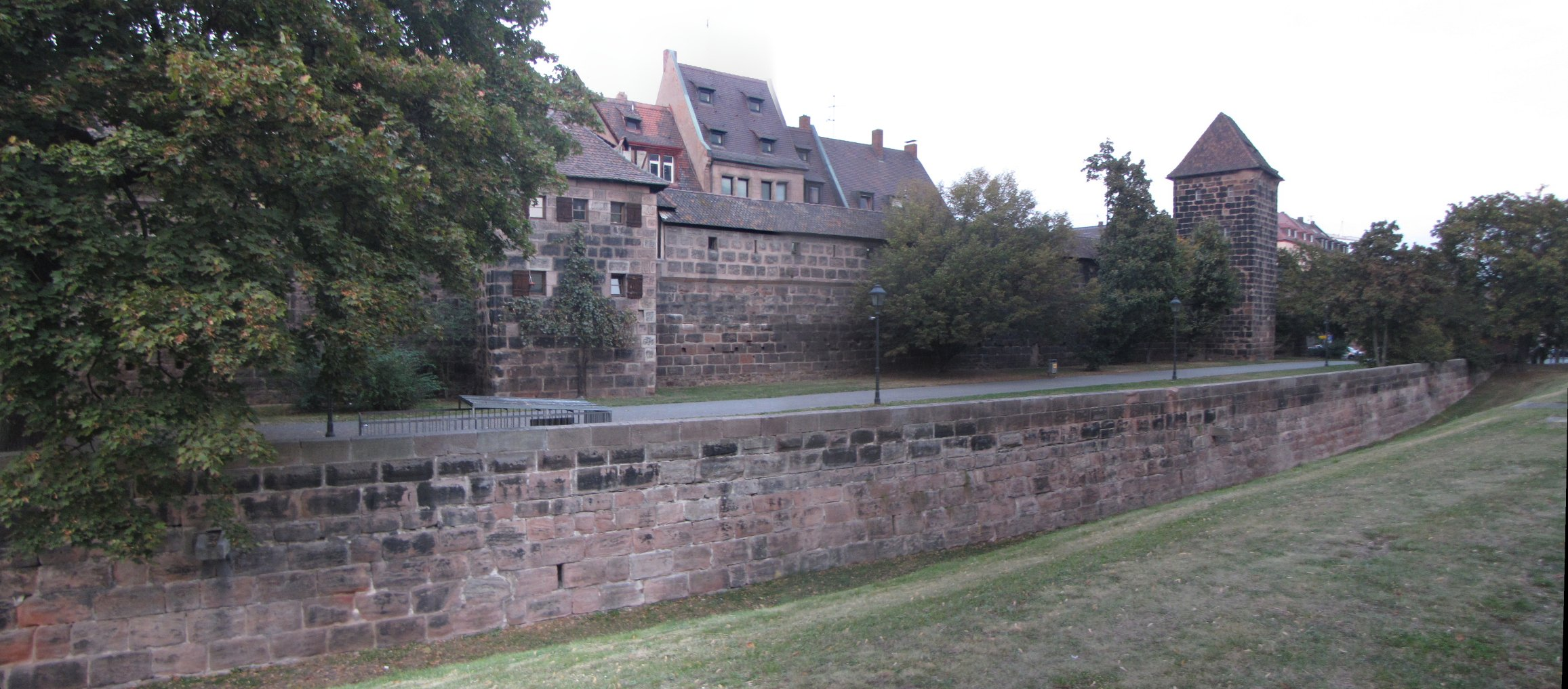
Rotes K.
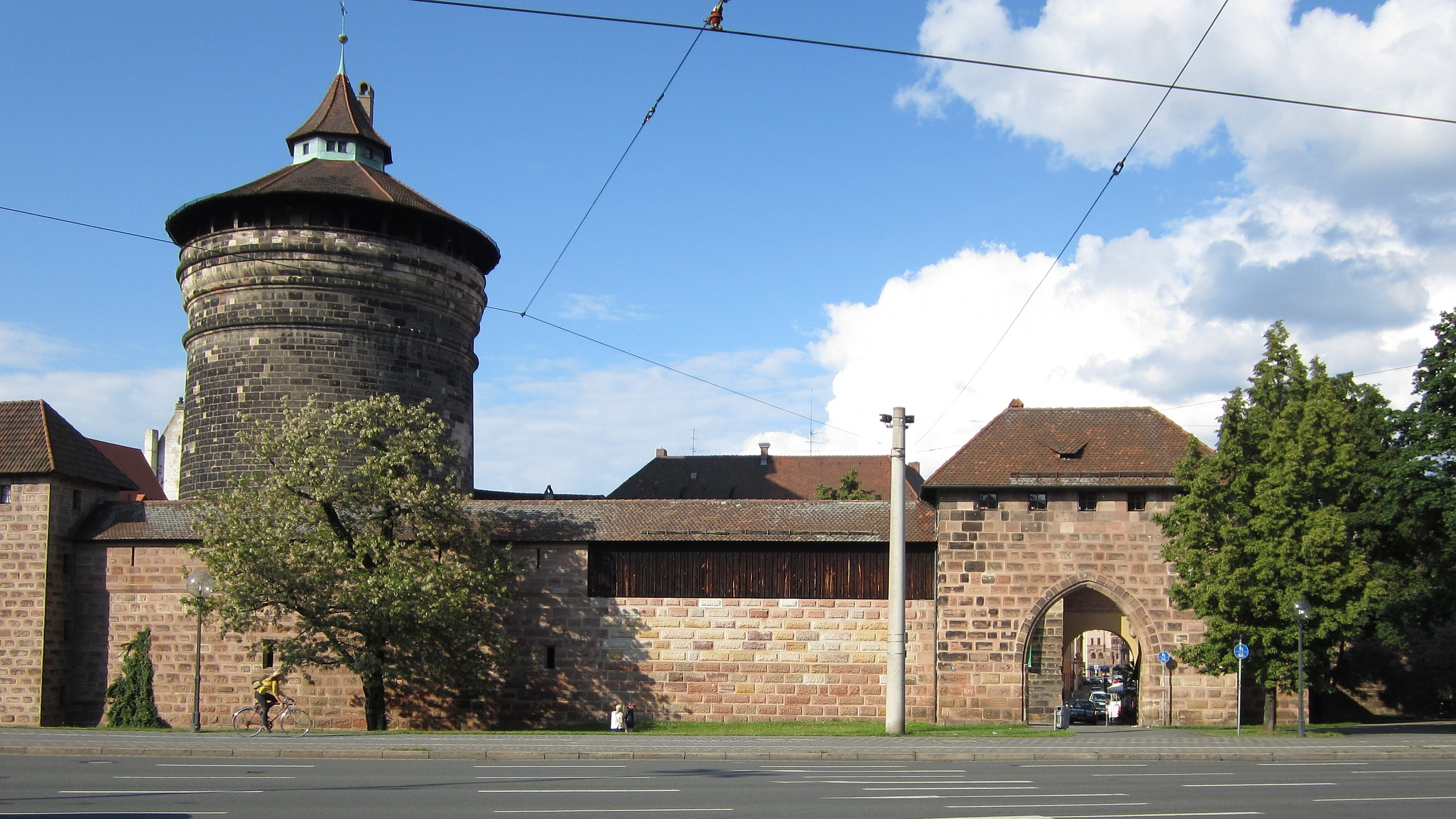
Tour Spittler.
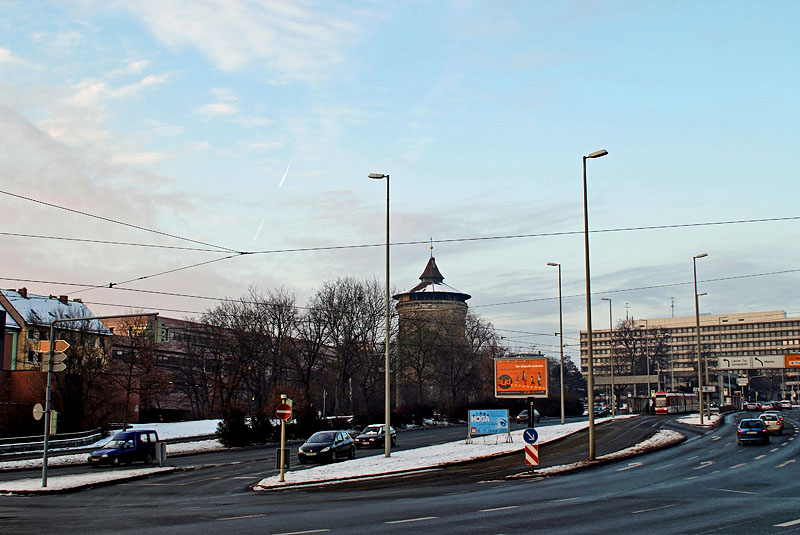
Tour Laufer.